# 레온 왕국
레온 왕국은 이베리아반도의 북서쪽에 위치한 독립 왕국이었다. 910년 비스케이만(반도의 북쪽 해안)을 따라 있었던 아스투리아스의 기독교 왕자들이 수도를 오비에도에서 레온으로 옮겼을 때 세워졌다. 레온 국왕들은 왕국의 변화하는 재산을 보호하기 위해 내전, 이웃 왕국과의 전쟁, 무어인과 바이킹의 침략을 격퇴하기 위한 캠페인을 벌였다.

## 역사

### 아스투리아스 왕국
711년의 무어인의 침략 이후 서고트 왕국은 멸망하게 되었으며, 이후 상당수 이베리아반도는 이슬람 세력에 의해 지배되었다. 이슬람의 지배하에 세금을 지불 대신 예전 고트식의 고유 전례를 유지한 기독교인들이 있으며, 모사라베이라고 한다. 722년, 서고트 왕국의 귀족이었던 펠라요는 코바돈가 전투에서 이슬람 세력을 물리치고, 현재 아스투리아 지방에 아스투리아스 왕국을 세우게 된다. 따라서 이베리아 북부 산악 지역의 기독교 국가였던 아스투리아스 왕국은 가장 적극적으로 이슬람 국가에 대항을 하게 되며, 초기 레콩키스타의 중심지가 되었다.

### 레온 왕국
910년, 가르시아 1세가 왕국의 수도를 군사적 거점의 레온으로 천도하면서 왕국은 레온 왕국이라고 불리게 되었다.

### 나바라 왕국의 점령
11세기에 들어가면, 산초 3세 아래에서 나바라 왕국이 왕성해졌다. 나바라의 왕은 교묘한 혼인 정책으로 카스티야 백작령·레온 왕국 등 주변 기독교 국가를 병합하고 "에스파냐 황제"를 자칭했다.

### 레온-카스티야 왕국
나바라 왕국은 신하였던 카스티야 백작이 독립 왕국이 되면서 그 세력이 약화된다. 1037년 카스티야 왕국의 페르난도 1세가 레온 왕국의 계승권을 갖게 되면서, 레온 왕국은 카스티야 왕국에 병합되어, 동군 연합인 카스티야-레온 왕국이 된다.
1230년, 페르난도 3세의 시대에 레온 왕국과 카스티야 왕국의 왕위를 다시 통합하면서, 레온 왕국은 1252년에 소멸했다.

## 현대
레온 왕국은 카스티야 연합왕국 하의 개인 연합으로 공존했으며, 레온은 자체 코르테스, 레알 아델란타미엔토와 같은 별도의 제도를 소유했다. 레온 왕국의, 레온의 메리노 시장 등이 있었는데, 이들 중 다수는 19세기까지 지속되었다.  그러나 카스티야 군주는 곧 시에테 파르티다스에서 예시된 것처럼 두 왕국의 법을 통합하는 과정을 시작했다. 16세기에 레온은 군사령부가 되었다.

## 19세기
19세기에 레온은 갈리시아, 아스투리아스와 함께 프랑스에 대항하여 전쟁을 선포하고 자신의 정부로서 군사령관 델 레이노 데 레온을 조직했다. 현재의 레온 지역은 1833년에 설립되었다. 그리고 레온, 사모라, 살라망카주로 나뉘었다.

## 현재
현재 레온은 레온, 사모라, 살라망카 지방으로 구성되어 있다. 그리고 현재 스페인 왕국 내에서 카스티야이레온의 자치 공동체의 일부이다.
레오네시즘을 대표하는 정당, 래온 지역주의 및 민족주의 운동은 카스티야에서 분리된 자치 공동체의 생성을 지원한다. 레오네시스트 정당은 2007년 레온 자치 선거에서 13.6%의 득표율을 얻었다. 또한 레온을 위한 NUTS-2(유럽 통계 지역)을 설립하기 위해 일부 레온 시의회에서 승인한 이니셔티브가 있었다.

## 같이 보기
- 레온 국왕
- 레온어
- 레온의 문장
- 알안달루스
- 포르투갈의 역사
- 스페인의 역사
- 아스투리아스 왕국
- 카스티야 왕국
- 갈리시아 왕국